# Diamants de conflits
Ne doit pas être confondu avec Blood Diamond ou Diamants de sang (film).
Les diamants de conflits, parfois aussi nommés « diamants de sang » (blood diamonds en anglais), théorisés par le géographe irlandais Hugo J.H. Lewis, sont des diamants issus du continent africain, et qui alimentent les nombreuses guerres livrées par des rebelles aux gouvernements. Extraits de mines localisées dans des zones où la guerre fait rage, ces diamants sont vendus en toute illégalité et en toute clandestinité, afin de fournir en armes et en munitions les groupes armés qui les exploitent.

## Histoire

### Angola
La capacité de l'Union nationale pour l'indépendance totale de l'Angola (UNITA) à miner des diamants et à les vendre à l'étranger pendant la guerre civile angolaise a largement contribué au financement du conflit. De Beers et Endiama (en), un monopole d'État sur l'extraction du diamant, ont signé un contrat autorisant De Beers à gérer les exportations de diamants angolais en 1990. D'après le rapport de Robert Fowler (en) des Nations unies, Joe de Deker, un ancien actionnaire de De Beers, a travaillé avec le gouvernement du Zaïre pour fournir de l'équipement militaire à l'UNITA de 1993 à 1997. Le frère De Deker, Ronnie, s'est prétendument envolé d'Afrique du Sud vers l'Angola avec des armes provenant d'Europe de l'Est, en échange desquels l'UNITA a donné l'équivalent de 6 millions de dollars en diamants. Ces diamants ont été envoyés au bureau d'achat de De Beers en Belgique à Anvers. De Beers a publiquement reconnu avoir acheté pour 500 millions de dollars de diamants angolais légaux et illégaux rien que sur l'année 1992. Les Nations unies estiment que l'Angola a réalisé 4 milliards de dollars grâce au commerce du diamant entre 1992 et 1998, dont au minimum 3,72 milliards de dollars pour l'UNITA, soit 93 % des ventes de diamants, en dépit des sanctions internationales en vigueur.
Executive Outcomes (EO), une société militaire privée, a joué un rôle majeur dans la victoire du MPLA (Mouvement populaire pour la libération de l'Angola). Un expert américain de la défense a décrit l'EO comme les « meilleurs cinquante ou soixante millions de dollars que l'Angola ait jamais dépensé ». Heritage Oil and Gas et prétendument De Beers ont employé EO pour protéger leurs opérations en Angola. EO a entraîné jusqu'à 5 000 troupes et 30 pilotes de combat dans les camps de Lunda Sul, Cabo Ledo et Dondo.

### Libéria et Sierra Leone
De 1989 à 2001, le Libéria a traversé une guerre civile. En 2000, les Nations unies ont accusé le président libérien Charles Taylor de soutenir l'insurrection du Revolutionary United Front (RUF) au Sierra Leone voisin en fournissant des armes et de l'entraînement en échange de diamants. En 2001, les Nations unies ont sanctionné le marché du diamant au Libéria. En août 2003, Taylor quitte ses fonctions présidentielles et s'exile au Nigeria. Il est arrêté en 2006, extradé et est alors jugé au tribunal de La Haye. Le 21 juillet 2006, il plaide non coupable aux accusations de crime contre l'humanité et crime de guerre. 

### Côte d'Ivoire
La Côte d'Ivoire a commencé à développer une industrie du diamant naissante minière dans le début des années 1990. Un coup d'État a renversé le régime d'Henri Konan Bédié en 1999, puis une tentative de coup d'État a échoué en septembre 2002, divisant la Côte d'Ivoire en deux et déclenchant une guerre civile. Le pays est devenu une voie pour l'exportation de diamants en provenance du Libéria et de Sierra Leone, alors déchiré par la guerre. Les investissements étrangers ont alors commencé à se retirer de la Côte d'Ivoire. Pour réduire le commerce illégal, la nation a théoriquement cessé toute extraction du diamant et le Conseil de sécurité a interdit toutes les exportations de diamants de Côte d'Ivoire en décembre 2005. Malgré les sanctions de l'ONU, cependant, le commerce illicite des diamants a continué à exister en Côte d'Ivoire. Des diamants bruts étaient exportés hors du pays vers les États voisins et des centres de commerce international à travers la moitié nord du pays, alors contrôlée par les Forces nouvelles, qui utilisa ce trafic pour obtenir des fonds pour son armement et son fonctionnement.
Cependant, en novembre 2013, la Côte d'Ivoire est à nouveau éligible au commerce certifié de diamants par l'achèvement du processus de Kimberley. Ceci ouvre la voie à une levée de l'embargo de décembre 2005 de l'ONU sur le commerce de diamants ivoirien.

### République centrafricaine

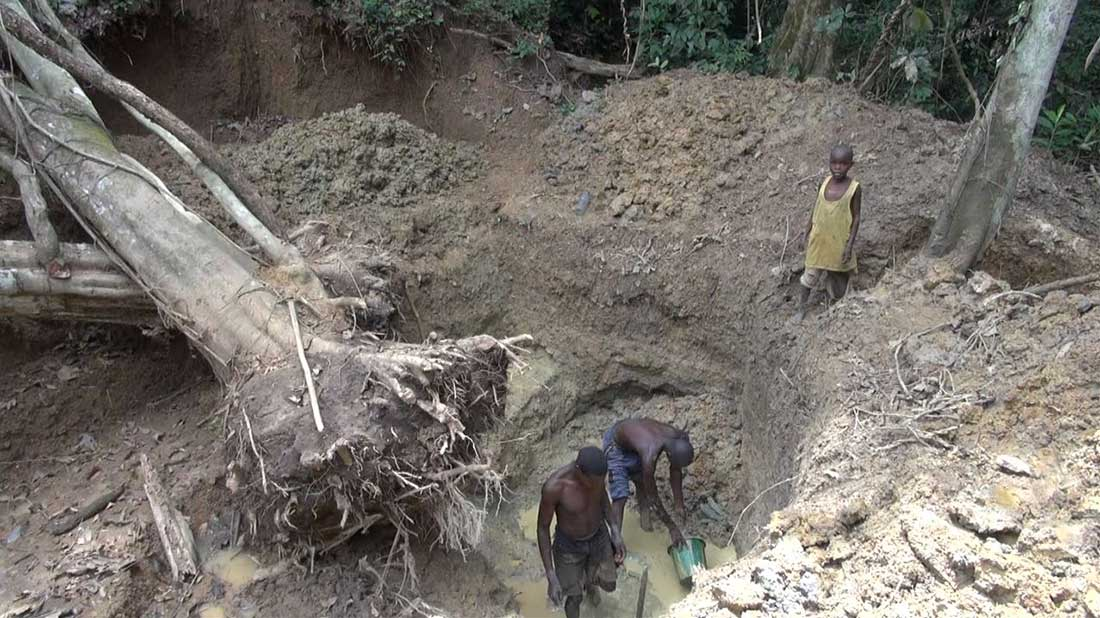
Une mine de diamant artisanale en Centrafrique en septembre 2014.

Les diamants jouent un rôle clé dans les conflits en république centrafricaine, notamment lors de la guerre civile entre la Séléka et le président Bozizé et la guerre civile entre ex-Sélékas et anti-balakas. En 2012, le pays était le 12e producteur de diamant dans le monde mais en mai 2013, la vente diamant centrafricain est officiellement suspendue à la suite de la prise de pouvoir par la Séléka. En novembre 2014, l'ancien ministre des mines Olivier Mailbangar estime que 80% de la production est exportée illégalement.

### République démocratique du Congo
La République démocratique du Congo (précédemment Zaïre) a souffert de nombreuses guerres de pillage dans les années 1990.
En 2003 la République démocratique du Congo devient membre du processus de Kimberley et exporte près de 8 % de la production mondiale de diamants. Le pays est instable et après deux guerres civiles, il voit depuis 2016 la résurgence de plusieurs milices.

### République du Congo
La république du Congo a été exclue du processus de Kimberley en 2004, car bien que n'ayant pas d'industrie diamantaire officielle, elle exportait de grandes quantités de diamants, dont elle ne pouvait détailler l'origine. Elle a aussi été accusée de falsifier les certificats d'origine. La république du Congo fut ré-admise en 2007.

### Zimbabwe
Les diamants du Zimbabwe, pays gouverné de 1987 à 2017 par Robert Mugabe, ne sont pas considérés comme des diamants de conflits d'après le processus de Kimberley.
En juillet 2010 le processus de Kimberley a donné son accord pour que les diamants de la mine de Marange puissent être commercialisés à l'international sur la base d'un rapport établit un mois en amont décrivant les diamants de Marange comme ne servant pas à financer un conflit armé.
L'ONG Global Witness dénonce en 2008 et 2012 les liens existant entre les compagnies minières exploitant les diamants du Zimbabwe et les hauts dirigeants de l'armée et des services secrets, précisant que l'industrie du diamant du Zimbabwe, bien que ne finançant pas de conflits, ne respecte pas les droits de l'homme.
La mine de Marange au Zimbabwe a été renationalisée en mars 2016 et sert désormais directement au financement du controversé régime de Robert Mugabe. Un rapport de l'ONG britannique Global Witness, publié en septembre 2017, révèle l'exportation illicite de diamants zimbabwéens vers Anvers (Belgique) au moment où l'Union européenne avait prononcé des sanctions à l'égard d'entreprises zimbabwéennes connues pour leurs violations des droits de l'homme à Marange.

## Un problème économique et politique mondial
Le commerce diamantaire mondial est dominé par de grandes multinationales, comme la société sud-africaine De Beers. En 2000, la part dans le négoce diamantaire mondial des diamants considérés comme issus de la contrebande et des conflits africains était estimée entre 4 % et 15 %. Le fait que ces diamants servent à armer des groupes rebelles ne fait que rajouter à la situation instable des zones diamantifères. Si des conflits comme celui de la guerre civile sierra-léonaise sont terminés depuis 2003 des alertes sont régulièrement lancées par des ONG tels que Global Witness ou Partenariat Afrique Canada sur les conditions dans lesquelles sont extraits les diamants et sur leur rôle dans le financement de régimes totalitaires.

## Une solution internationale
Le système de certification du Processus de Kimberley, lancé le 1er janvier 2003, vise à supprimer le trafic mondial de diamants de conflits. Grâce à l'émission de certificats accompagnant les lots de diamants bruts, les États participants s'engagent à contrôler leurs importations et exportations de diamants.
L'efficacité du processus a été remise en question par des organisations telles que Global Witness, qui s'est retiré du Processus le 5 décembre 2011 en déclarant que le Processus de Kimberley avait échoué dans son objectif et ne fournit pas aux marchés l’assurance que ces diamants ne sont pas des diamants de conflit. En 2017, c'est au tour de l'ONG canadienne Impact (précédemment appelée Partenariat Afrique Canada) de quitter le Processus.

## Culture populaire
La problématique des diamants de conflits apparaît dans plusieurs œuvres. 

### Film
- Lord of War, film d'Andrew Niccol.
- Le film Blood Diamond de Edward Zwick avec Leonardo DiCaprio met en scène un trafic de diamant ainsi que des enfants soldats kidnappés lors de massacres par des révolutionnaires.
- Le trafic de diamants de conflits tient une place centrale dans le film James Bond : Meurs un autre jour.
- Dans Far Cry 2, les diamants de conflits servent de monnaie au joueur. Dans Far Cry 4, un trafiquant d'armes expatrié envoie le joueur en récupérer dans divers camps ennemis.

### Télévision
- Les diamants de conflits apparaissent dans certaines enquêtes de la saga Les Experts. 
  - Dans le quinzième épisode de la cinquième saison des Experts : Miami, la police scientifique poursuit un suspect qui fait le trafic de diamants de conflits.
  - Dans le deuxième épisode de la troisième saison de la série télévisée Experts : Manhattan, la police scientifique enquête sur un braquage dont le butin comporte entre autres des diamants de conflits.
- Dans le quatrième épisode de la douzième saison de la série New York, police judiciaire, la police de New York enquête sur la mort d'un diamantaire impliqué dans le trafic des diamants de conflits.

### Littérature
- Allah n'est pas obligé, livre d'Ahmadou Kourouma.